# Alexis Lafrenière
Alexis Lafrenière (* 11. října 2001, Saint-Eustache) je kanadský křídelní útočník hrající za americký hokejový klub New York Rangers v National Hockey League. V roce 2017 byl Rimouski Océanic vybrán jako jedničkou draftu QMJHL. Zde zastával funkci kapitána týmu. O rok později byl oceněn nováčkem roku a zařazen do prvního All-Star týmu v téže roce. Lafrenière se stal jedničkou vstupního draftu NHL pro rok 2020, kdy si jej vybrali New York Rangers.
Kanadu reprezentoval na mistrovství světa v ledním hokeji do 18 let 2018, Hlinka Gretzky Cupu 2018, mistrovství světa juniorů v ledním hokeji 2019 a mistrovství světa juniorů v ledním hokeji 2020. Jako kapitán na Hlinka Gretzky Cupu dovedl kanadský výběr ke zlatým medailím.

## Hráčská kariéra

### QMJHL
Lafrenière byl vybrán celkovou jedničku draftu QMJHL týmem Rimouski Océanic v roce 2017. V jeho nováčkovské sezóně vstřelil 42 gólů, nejvíce nastřílených gólů nováčkem od roku sezóny 2003/04. V této sezóně vstřelil Sidney Crosby 54 branek. Byl oceněn RDS Cupem pro nejlepšího nováčka roku a jmenován do prvního All-Star týmu.

### NHL
Po zkrácené sezóně 2019/20 v QMJHL byl Lafrenière považován za jedničku draftu 2020, protože vedl statistiku celé soutěže v kanadském bodování se 112 body. Nakonec byl 6. října 2020 draftován jako první týmem New York Rangers, čímž se stal historicky první volbou Rangers v éře vstupního draftu. 12. října Lafrenière podepsal s Rangers nováčkovskou smlouvu.
14. ledna 2021 Lafrenière debutoval v NHL v dresu New York Rangers a zaznamenal jednu střelu na branku při prohře 4:0 s New Yorkem Islanders. 28. ledna 2021 vstřelil svůj první gól v NHL při vítězství 3:2 v prodloužení proti Buffalu Sabres. Stal se prvním hráčem Rangers, který vstřelil svůj první gól v NHL v prodloužení od 5. ledna 2011, kdy se to povedlo Matsu Zuccarellovi. Lafrenière se také stal nejmladším hráčem v historii NHL, který vstřelil svůj první gól v kariéře v prodloužení (19 let, 109 dní). Jediným dalším náctiletým hráčem, kterému se to podařilo, byl Cody Ceci (rovněž 19 let) v roce 2013.
7. května 2022 vstřelil Lafrenière svůj první gól v play-off během čtvrtého zápasu play-off Stanley Cupu proti Pittsburghu Penguins. Ve věku 20 let a 208 dní se stal nejmladším hráčem Rangers s bodem v play-off od Stevena Rice (19 let a 322 dní) v roce 1991.
V říjnu 2024 se od Rangers dočkal prodloužení smlouvy na dalších sedm let.

## Reprezentační kariéra
Byl nejmladším hráčem kanadského týmu na mistrovství světa v ledním hokeji do 18 let 2018, ve věku 16 let. Později byl jmenován kapitánem pro Hlinka Gretzky Cup, i přes fakt, že byl druhým nejmladším hráčem výběru. Lafrenière zaznamenal během pěti zápasů 11 bodů a dovedl Kanadu ke zlatu.
V prosinci 2018 byl Lafrenière nominován na mistrovství světa juniorů v ledním hokeji 2019. Stal se nejmladším hráčem soupisky a 7. nejmladším kanadským hráčem, který kdy na mistrovství světa juniorů hrál. Při výhře 5–1 nad českým výběrem vstřelil svůj první a jediný gól na mistrovství. Kanada byla později vyřazena Finskem ve čtvrtfinále turnaje.
V prosinci 2019 byl nominován na soupisku Kanady pro mistrovství světa juniorů v ledním hokeji 2020. V prvním zápase proti USA, při výhře 6–4 zaznamenal 4 body. V dalším zápase proti Rusku si po srážce s brankářem přivodil zranění v dolní části těla.

## Statistiky

### Klubové statistiky
| Sezóna      | Klub             | Soutěž      |     | Základní část | Základní část | Základní část | Základní část | Základní část |    | Play off | Play off | Play off | Play off | Play off |
| Sezóna      | Klub             | Soutěž      | Z   | G             | A             | B             | TM            | Z             | G  | A        | B        | TM       |          |          |
| 2017/18     | Rimouski Océanic | QMJHL       | 60  | 42            | 38            | 80            | 54            | 7             | 4  | 3        | 7        | 12       |          |          |
| 2018/19     | Rimouski Océanic | QMJHL       | 61  | 37            | 68            | 105           | 72            | 13            | 9  | 14       | 23       | 14       |          |          |
| 2019/20     | Rimouski Océanic | QMJHL       | 52  | 35            | 77            | 112           | 50            | —             | —  | —        | —        | —        |          |          |
| 2020/21     | New York Rangers | NHL         | 56  | 12            | 9             | 21            | 8             | —             | —  | —        | —        | —        |          |          |
| 2021/22     | New York Rangers | NHL         | 79  | 19            | 12            | 31            | 37            | 20            | 2  | 7        | 9        | 11       |          |          |
| 2022/23     | New York Rangers | NHL         | 81  | 16            | 23            | 39            | 33            | 7             | 0  | 0        | 0        | 0        |          |          |
| 2023/24     | New York Rangers | NHL         | 82  | 28            | 29            | 57            | 40            | 16            | 8  | 6        | 14       | 6        |          |          |
| NHL celkově | NHL celkově      | NHL celkově | 298 | 75            | 73            | 148           | 118           | 43            | 10 | 13       | 23       | 17       |          |          |

### Reprezentační statistiky
| Rok             | Tým             | Soutěž          | Z  | G  | A  | B  | TM |
| --------------- | --------------- | --------------- | -- | -- | -- | -- | -- |
| 2018            | Kanada          | U18             | 6  | 3  | 3  | 6  | 0  |
| 2018            | Kanada          | HG18            | 5  | 4  | 2  | 6  | 2  |
| 2019            | Kanada          | MSJ             | 5  | 1  | 0  | 1  | 2  |
| 2020            | Kanada          | MSJ             | 5  | 4  | 6  | 10 | 4  |
| Junioři celkově | Junioři celkově | Junioři celkově | 20 | 14 | 14 | 28 | 10 |